# Spodnja Javoršica
Spodnja Javoršica – wieś w Słowenii, w gminie Moravče. W 2018 roku liczyła 80 mieszkańców.